# Gjergj Xhuvani
Gjergj Xhuvani, född 20 december 1963 i Tirana, död 14 augusti 2019 i Rom, Italien, var en albansk filmregissör, manusförfattare och filmproducent. Xhuvani tog examen vid Akademia e Arteve i Tirana 1986.
Xhuvanis film Slogans (albanska: Parullat) var Albaniens bidrag till Oscarsgalan 2002 i kategorin bästa utländska film. Filmen togs dock inte med på nomineringslistan. Även hans film från år 2009, Lindje, perëndim, lindje, nominerades till Oscarsgalan 2011 för bästa utländska film men tog sig inte heller in på nomineringslistan.

## Filmografi
- 1991 – Bardh e zi
- 1993 – E diela e fundit
- 1994 – Një ditë nga një jetë
- 1995 – Dashuria e fundit
- 1999 – Funeral Business
- 2001 – Slogans
- 2004 – I dashur armik
- 2009 – Lindje, perëndim, lindje